# Stazione di Marina di Licola
La stazione di Marina di Licola è una stazione ferroviaria senza traffico posta sulla Ferrovia Circumflegrea gestita dall'Ente Autonomo Volturno. È ubicata in viale Estate, nella zona di Lido di Licola, nel comune di Pozzuoli.

## Strutture e impianti
La stazione dispone di due binari.

## Movimento passeggeri
La stazione, che era già stata esclusa dal servizio ferroviario a partire dal 2014, è stata chiusa definitivamente nel gennaio 2017 dopo che una serie di atti vandalici avevano danneggiato in modo significativo il fabbricato viaggiatori.